# Ewa Małas-Godlewska
Ewa Małas-Godlewska (ur. 23 stycznia 1957) – polska śpiewaczka operowa, sopran liryczno-koloraturowy.

## Życiorys
Ukończyła studia na Wydziale Wokalno-Aktorskim Państwowej Wyższej Szkoły Muzycznej we Wrocławiu w klasie prof. Danuty Paziukówny. Laureatka II Grand Prix na 24. Międzynarodowym Konkursie Wokalnym w Tuluzie (1978). Na początku kariery występowała w Warszawskiej Operze Kameralnej, gdzie śpiewała partie Noriny w Don Pasquale Donizettiego i Rozyny w Cyruliku sewilskim Rossiniego.
Zamieszkała we Francji, gdzie występowała w takich teatrach jak: Opera Paryska, Opéra-Comique, Théâtre du Châtelet, Théâtre des Champs Élysées, Des Amandiers Theatre in Nanterre i Opéra Bastille.
Jej głos, zmiksowany z głosem amerykańskiego kontratenora Dereka Lee Ragina, został wykorzystany w filmie Gérarda Corbiau Farinelli: ostatni kastrat.
Wydana w 1998 płyta z kolędami i pastorałkami Witaj gwiazdo złota, nagrana z orkiestrą Sinfonia Varsovia pod dyrekcją Krzesimira Dębskiego i z gościnnym udziałem Grzegorza Turnaua, uzyskała certyfikat platynowej płyty. Album Sentiments z 2006 uzyskał status złotej płyty.